# مکتب شیکاگو (جامعه‌شناسی)
مکتب جامعه‌شناسی شیکاگو (به انگلیسی: Chicago School) مجموعه‌ای از تلاش‌های نظری و جامعه‌شناختی گروهی از جامعه‌شناسان دانشگاه شیکاگو در فاصلهٔ بین دو جنگ جهانی است که یکی از مهم‌ترین شاخه‌های جامعه‌شناسی و جرم‌شناسی آمریکا را شکل داد. پیش از آن گروه جامعه‌شناسی دانشگاه شیکاگو در سال ۱۸۹۲ توسط البیون اسمال پایه‌گذاری شد. برای اولین بار به عنوان مرکز تفکر جامعه‌شناختی پیشرفته بین سال‌های ۱۹۱۵ تا ۱۹۳۵، هنگامی که کار آنها اولین مجموعه اصلی پژوهش‌هایی بود که در جامعه‌شناسی شهری تخصص یافتند، شهرت بین‌المللی پیدا کرد. پژوهش‌های آنها در مورد محیط شهری شیکاگو در ترکیب نظریه و کارهای میدانی مردم‌نگاری نیز تأثیرگذار خواهد بود.
چهره‌هایی مهم این مکتب عبارت از: دابلیو.آی. تامس، نلس اندرسون، ارنست برگس، روت شونل کاوان، ادوارد فرانکلین فریزیر، اورت هیوز، رودریک دی مک کنزی، جورج هربرت مید، رابرت ازرا پارک، والتر سی بی پروا، ادوین ساترلند، فردریک تراشر، لوئیس ورث و فلوریان زنیکنکی، هربرت بلومر، چارلز هورتن کولی. جین آدامز، فعال، دانشمند علوم اجتماعی و برنده جایزه صلح نوبل نیز با برخی از اعضای مکتب روابط نزدیک برقرار کرد و حفظ کرد.
همچنین این مکتب از دانشمند آلمانی جورج زیمل نیز بهره برده‌است
پس از جنگ جهانی دوم، «مکتب شیکاگو دوم» به وجود آمد، اعضای آن تعامل نمادین را با روش‌های پژوهش میدانی (امروزه به عنوان قوم‌نگاری مشهور است) ترکیب کردند تا مجموعه جدیدی از کار را ایجاد کنند.
نویسندگان برجسته از مکتب دوم شیکاگو عبارتند از: هوارد بکر، ریچارد کلوارد، اروینگ گافمن، دیوید ماتزا، رابرت مرتون، لوید اوهلین، لوئیک واکان و فرانسیس فاکس پیون.
شهر شیکاگو شهری شلوغ و مهاجرپذیر و در نتیجه دارای تنوع فرهنگی بود که دچار مسائلی چون فساد و جنایت شده بود، علاوه بر آن جامعه‌شناسان شیکاگو علاقه داشتند، بدانند چگونه مهاجران هنگامی که وارد شهر و جامعه‌ای با فرهنگ متفاوت می‌شوند، جایگاه خود را پیدا می‌کنند.